# Colomadu
Colomadu är en ort i Indonesien.   Den ligger i provinsen Jawa Tengah, i den västra delen av landet, 500 km öster om huvudstaden Jakarta. Colomadu ligger 128 meter över havet och antalet invånare är 26 274.
Terrängen runt Colomadu är platt.Runt Colomadu är det mycket tätbefolkat, med 5 206 invånare per kvadratkilometer. Närmaste större samhälle är Surakarta, 9,3 km öster om Colomadu. Omgivningarna runt Colomadu är en mosaik av jordbruksmark och naturlig växtlighet.